# Tipula ferruginea
Tipula ferruginea är en tvåvingeart som beskrevs av Giovanni Antonio Scopoli 1763. Tipula ferruginea ingår i släktet Tipula och familjen storharkrankar. Inga underarter finns listade i Catalogue of Life.